# Simpsonville (Karolina Południowa)
Simpsonville – miasto w Stanach Zjednoczonych, w stanie Karolina Południowa, w hrabstwie Greenville.